# オーバーリークシンゲン
オーバーリークシンゲン (ドイツ語: Oberriexingen) は、ドイツ連邦共和国バーデン＝ヴュルテンベルク州シュトゥットガルト行政管区のルートヴィヒスブルク郡に属す市である。エンツ川沿いのこの小都市は、シュトゥットガルト地域（1992年まではミットレラー・ネッカー地域）およびシュトゥットガルト大都市圏に含まれる。

## 地理

### 位置
オーバーリークシンゲンは、シュトロムベルクの南東、ファイインゲン・アン・デア・エンツとマルクグレーニンゲンとの間のエンツ川左岸に位置している。市域の東端でデュレ・エンツ川が北側からエンツ川に合流する。市域は、エンツ川沿いの 190 m から北部の 251 m に位置している。面積 816 ヘクタールの市域内には7基のケルト時代の墳墓と4つのローマ時代の荘園跡が見られる。

### 隣接する市町村と廃村
本市は、北はゼルスハイム、北東はザクセンハイム、被害と南はウンターリークシンゲン（マルクグレーニンゲン市内）、南西はエンツヴァイインゲン（ファイインゲン・アン・デア・エンツ市内）、北西はファイインゲン・アン・デア・エンツの主邑と境を接している。エンツ川上流側に、荒廃した廃村ラインフェルデンの跡であるラインフェルダー・ホーフがある。本市南西のエンツ川の対岸には、1311年にはすでにヴュルテンベルクの掌中にあり、長らく放棄されていたダウゼック城があった。

### 市の構成
オーバーリークシンゲンには、半円形の旧市街を取り巻く密集した住宅地の他に、南にハウス・シュロスベルク、北にいくつかの帰還移住者集落がある。

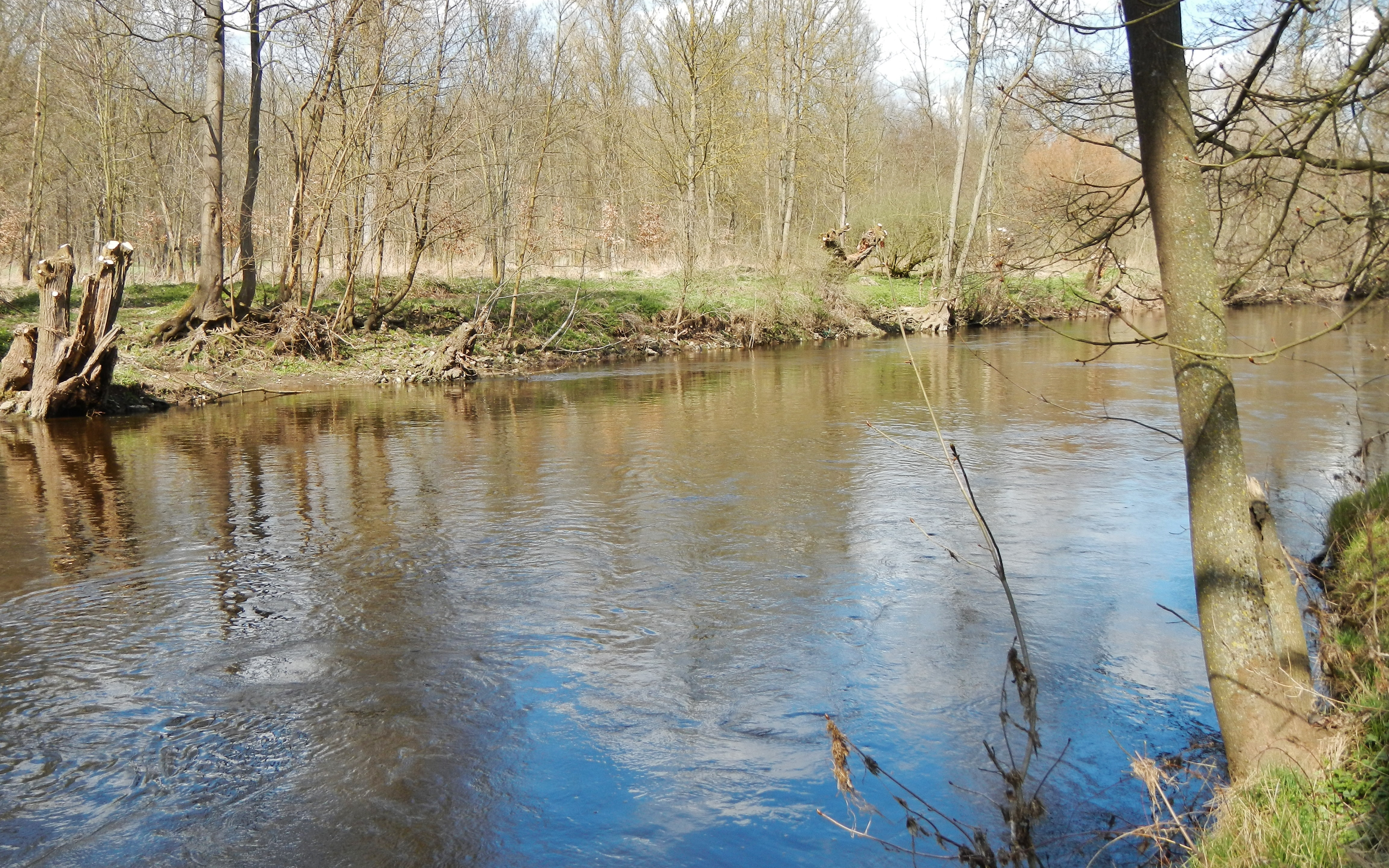
オーバーリークシンゲン付近を流れるエンツ川

### 自然文化財と景観保護区
オーバーリークシンゲンには、13件の自然文化財がある。この他に、ヴォルフシュテレン景観保護区の全域およびラインフェルダー・ホーフとビーティヒハイム＝ビシンゲンとの間に位置するエンツタール景観保護区の一部が本市に含まれる。

### 土地利用
| 土地用途別面積     | 面積 (km2) | 占有率 |
| ------------------ | ---------- | ------ |
| 住宅地および空き地 | 0.47       | 5.8 %  |
| 産業用地           | 0.12       | 1.4 %  |
| レジャー用地       | 0.10       | 1.2 %  |
| 交通用地           | 0.55       | 6.7 %  |
| 農業用地           | 5.71       | 70.0 % |
| 森林               | 0.75       | 9.1 %  |
| 水域               | 0.17       | 2.1 %  |
| その他の用地       | 0.29       | 3.6 %  |
| 合計               | 8.16       |        |

州統計局の2018年現在のデータによる。

## 歴史

### 中世
リークシンゲンは、793年4月11日のロルシュ文書に初めて記録されている。これがオーバーリークシンゲンであるかウンターリークシンゲンであるかは明確ではない。1120年に初めて「Obernrüxingen」として明記されている。中世盛期には、おそらくリークシンゲン家が治めていた。この家門は、古くはエーデルフライとして上位の貴族に仕え、後にヴュルテンベルクの家臣に取り立てられた。1250年頃、一時的にファイインゲン伯領に属していたこの集落は、レーマーよれば「市」に昇格されていた。1281年に初めて、ゲルラハという名前の首長が文献に記録されており、1361年には初めて「市」として記述されている。
1339年のシュパイアー司教区登録簿にロマネスク様式の防衛教会として建設されたゲオルクス教会が記録されており、1439年頃、ヴュルテンベルクの管理下でゴシック様式の内陣が建設された。遅くとも1392年に最後のファイインゲン伯が亡くなるまでに、オーバーリークシンゲンはヴュルテンベルクの主権下にあり、1420年のヴュルテンベルク所領台帳には旧ファイインゲン伯領と記されている。ヴュルテンベルク伯のオーバーリークシンゲンにおける最初の活動は1393年に起こされた。エーバーハルト穏健伯がオーバーリークシンゲンに24モルゲンの農場と1軒の家をアンドレアス礼拝堂の教会禄として建設した。これはシュパイアーの三位一体修道院の院長が証明している。1470年頃、この小都市には約300人が住んでいた。

### 近世・近代

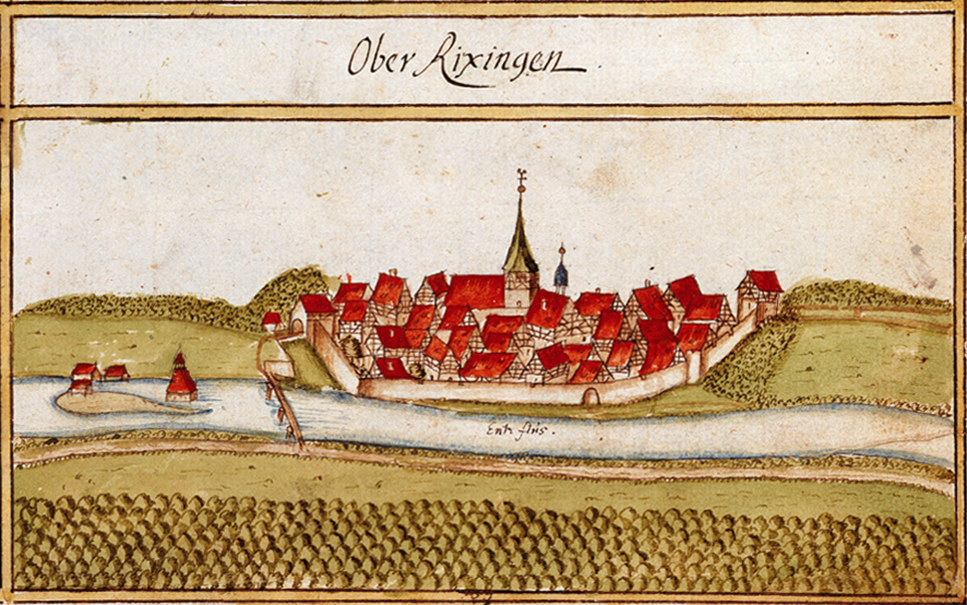
アンドレアス・キーザーによって作成された1684年の森林台帳に描かれたオーバーリークシンゲン

1693年7月13日、それ以前に都市からアムツフレッケン（大きめの町）に降格されていたこの街をフランス軍が略奪し、72棟の建物と教会が焼失した。その再興の際、1699年に現在の市庁舎も建設された。
1777年にエンツ川に車の通行が可能な橋が初めて架けられた。それ以前は、歩行者用の小さな橋を通るか、上流の浅瀬を通るしかなかった。1850年から市壁外に初めて家が建設された。1862年に最初の産業地区が設けられ、 1875年にエンツ川に頑丈な橋が造られ、1896年に新しい学校が建設された。この頃には鉄道建設に向けた努力が重ねられていた。1898年に水車が取り壊され、替わりに発電所が造られた。
中世から市壁によって隔てられていたクラインシュタットは16世紀から長らくアムト・ファイインゲン（1758年からはオーバーアムト・ファイインゲン）に属した（ただし1762年から1769年の短期間だけオーバーアムト・グレーニンゲンに属していた）。1806年に建国されたヴュルテンベルク王国の新たな行政機構への移行によってオーバーリークシンゲンが属すオーバーアムトに変更はなかった。ナチ時代のヴュルテンベルクの行政改革により、本市は1938年に新設されたファイインゲン郡に統合された。

### 現代

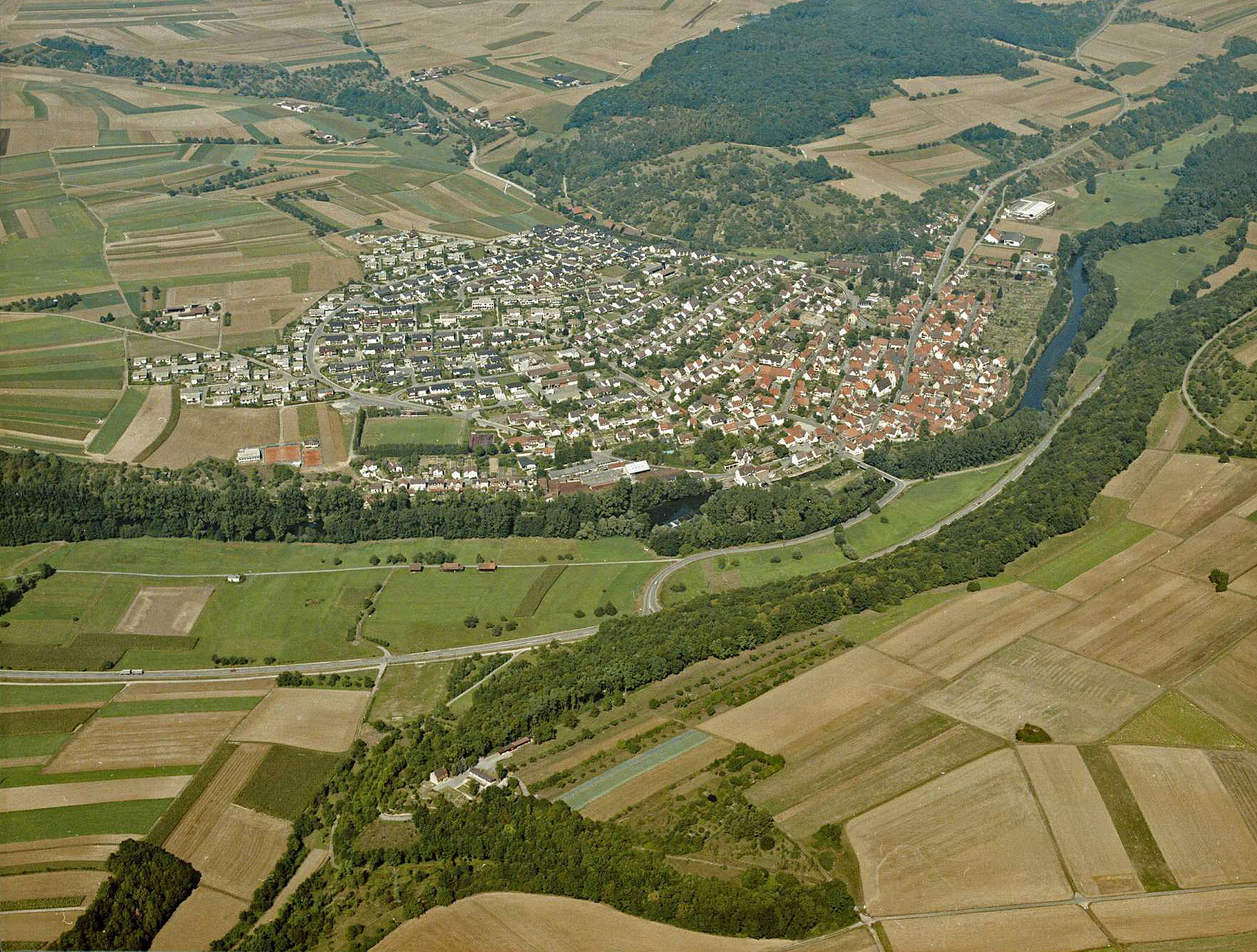
1983年頃のオーバーリークシンゲン。この後街は北西（画面左上）方向に拡大している。

第二次世界大戦中、オーバーリークシンゲンは爆撃を免れた。1945年4月8日、ドイツ軍は1936年から対岸のエンツ川の斜面沿いに防備を固めていたネッカー＝エンツ線まで後退し、オーバーリークシンゲンのエンツ川に架かる橋を爆破した。この同日にフランス軍が、この防衛戦力のない小都市に入城した。オーバーリークシンゲンは、降伏後も4月21日までは前線地域にあたっており、ドイツ軍の爆撃を何度も受けた。11棟の納屋がフランス軍によって焼き払われた。兵士の宿舎として何軒かの家屋が供出された。30人のナチ党員が逮捕された。その一部は虐待を受け、何人かの女性は暴行された。この街は、戦争により合計63人の住民を失い、旧ドイツ東部領土から追放された、主にカトリックの住民を300人受け容れた。
本市は戦後アメリカ管理地区の一部となったため、1945年からは新設されたヴュルテンベルク＝バーデン州に属すこととなった。この州から1952年に現在のバーデン＝ヴュルテンベルク州が形成された。

#### 合併および原子力発電所建設に対する抵抗運動
1973年の郡の再編実施によりファイインゲン郡が廃止され、オーバーリークシンゲンはルートヴィヒスブルク郡に編入された。バーデン＝ヴュルテンベルク州の市町村・郡域改変の時期は、オーバーリークシンゲンでは「独立性を保持するための戦いの時期」であった。マルクグレーニンゲンと合併することを決めたウンターリークシンゲンとの統合も、ゼルスハイムとの合併も、市議会および市民集会で拒絶され、この拒絶は貫き通された。オーバーリークシンゲンは独立を護り、ファイインゲン・アン・デア・エンツと行政共同体を形成するに留まった。その後この街は、原子力発電所を市内に建設する計画にも反対した。1970年代および1980年代に人口は、1580人から2500人にまで増加し、その後さらに3300人近くに達した。

## 住民

### 宗教
ヴュルテンベルクの宗教改革がなされるまで、ゲオルクス教会やアンドレアス礼拝堂を含むオーバーリークシンゲン司祭区は、シュパイアー司教区三位一体助祭長区ファイインゲン参事会に属していた。アンドレアス礼拝堂は、エンツ川に囲まれた中州にあったが、おそらく1693年に破壊された。最初の改革派の牧師は、1634年から1639年まで務めたペーター・ヴァイネルであった。16世紀から第二次世界大戦までこの街は主にプロテスタントの街であった。現在この街には、福音主義教会、福音主義メソジスト教会、新使徒教会組織が存在している。カトリック信者は、ゼルスハイムの聖シュテファヌス教会が管轄しており、オーバーリークシンゲンに教会堂を有している。この教会堂はかつての聖アンドレアス礼拝堂にちなんで命名されている。

## 行政

### 議会
オーバーリークシンゲンの市議会議員は12議席である。市議会は選出された名誉職の議員と議長を務める市長で構成されている。市長は市議会において投票権を有している。

### 首長
フランス軍によるオーバーリークシンゲン占領後、1945年4月に、まず市長のグスタフ・ゼッツアー（1931年から在職）が、その6週間後には後継者のアルベルト・ハクシュトッツも逮捕された。さらに、マックス・レシュ（1946年8月まで）とその後ヴィルヘルム・メーが市長職を委任された。1948年の市長選挙でオーバーシュヴァーベンのルーイ・ガイガーが市長に選出され、1696年までその職を務めた。2年間の空席期間の後1971年にヴィリー・バウアーが選出され、2009年までその職を務めた。ヴェルナー・ゾムライは2009年7月に 50.74 % の支持票を獲得して新しい市長に選出された。2019年末現在の市長は、2017年7月の選挙で 69.8 % の票を獲得して、ヴェルナー・ゾムライの後継者に当選したフランク・ヴィッテンドルファーである。

### 紋章
図柄: 金地と黒字に左右二分割。向かって左は柱状に直立した黒いシカの角。向かって右は斜めに配置された金のオール。
知られている最初の印章は15世紀初めのもので、背景が左右二分割されていないものの、既に現在の紋章の意匠が描かれている。ただしオールの斜めの向きが異なっており、さらに水を受ける部分が上に描かれている。現在のデザインは、背景色の分割以外は、1591年のダーフィト・ヴォレーバー以降用いられている。ヨハン・ジープマッハーも1605年に分割されていない紋章を用いているが、これにはオールが「角」として描かれている。斜めの配置は比較的新しいデザインである。

### 旗
市の旗は、黒 - 黄色である。

### 姉妹都市
- エネリー（フランス語版、英語版）（フランス、ヴァル＝ドワーズ県）1979年[19]

## 文化と見所

### 演劇
1993年に発足した「フェライン・テアター・ウンター・デア・ダウゼック・オーバーリークシンゲン」は、かつてのダウゼック城にちなんで命名された。この劇団は、1992年のオーバーリークシンゲン1200年祭に演劇作品「ゾー・ア・メッツェルズップ」を上演したアマチュアグループを起源とし、これ以後様々な作品を上演している。

### 博物館
1958年、ローマ時代の荘園の基礎壁の工事中に、継ぎ目の赤い保存状態の良いワイン貯蔵庫が発見され発掘された。これは、1962年に市とヴュルテンベルク州立博物館によって一戸建て住宅の1階に設けられた小さな博物館の中心展示物となっている。

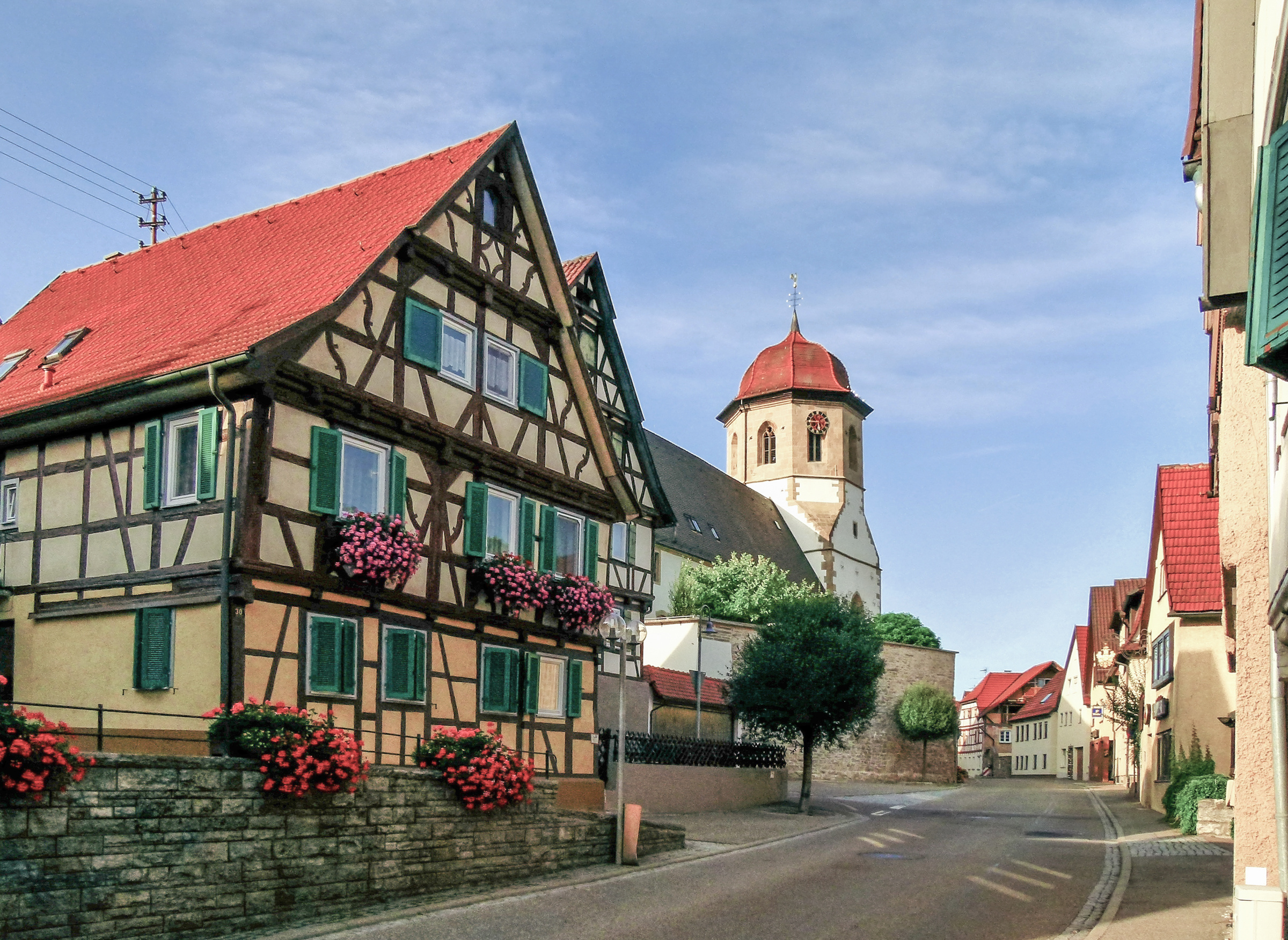
ハウプト通りの木組みの家とゲオルクス教会

### 建築
この街の象徴的建造物は、元々ロマネスク様式で建設されたゲオルクス教会である。この教会は、14世紀にゴシック建築に改築された。1693年に破壊された後修復され、1707年に完成した。
教会の防壁と市壁の一部が保存されている。この他に、牧師館や市庁舎を含め何棟かの木組み建築が遺されている。

## 経済と社会資本

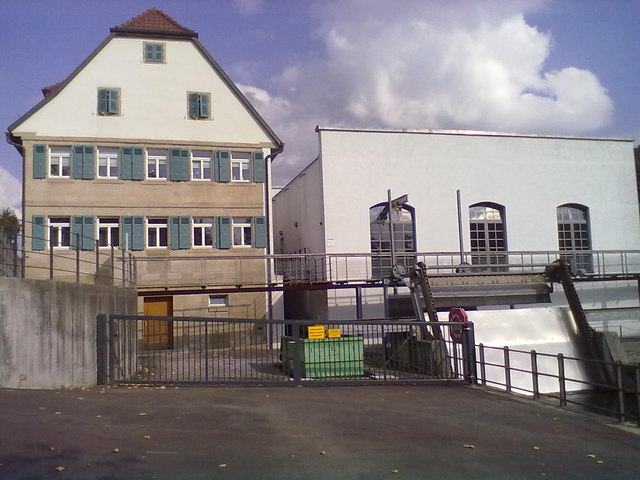
オーバーリークシンゲンの水力発電所

1900年頃この街では、漁業、ワイン造り、製粉業が営まれていた。かつて重要だった農業は、60年代からその重要性を失っていった。
市内には、いくつかの市営施設、水力発電所、浄水場がある。
オーバーリークシンゲンは、ザクセンハイム、ゼルスハイム、ビーティヒハイム＝ビシンゲンとともに、街北部の高台にある市域をまたぐアイヒヴァルト産業地区に関する目的連合に属している。

### 教育とスポーツ
オーバーリークシンゲンには、基礎課程学校 1校と幼稚園 2園がある。この他に体育館 1棟とスポーツグラウンド 2面がある。

## 人物

### 出身者
- ゲルト・ガイザー（1908年 - 1976年）作家。

## 関連図書
- Karl Eduard Paulus (1856). Beschreibung des Oberamts Vaihingen. Stuttgart: Hallberger、復刻版: ISBN 978-3-7644-0036-1 (Die württembergischen Oberamtsbeschreibungen, Bd. 37, Bissinger, Magstadt), Wikisource: Beschreibung des Oberamts Vaihingen/Kapitel B 15: Ober-Riexingen
- Hermann Römer (1952). Ortschronik der Gemeinde Oberriexingen. Markgröningen
- Elsbeth Sieb; Grete Werner-Wesner; Thomas Faltin (1992). Oberriexingen im Wandel der Zeit. Die Geschichte der Stadt zum 1200jährigen Jubiläum. Bietigheim-Bissingen: Stadt Oberriexingen